# CINCPAC Fleet Headquarters
Die CINCPAC Fleet Headquarters, mit vollem Namen Commander in Chief Pacific Fleet Headquarters, im Marinestützpunkt Pearl Harbor auf Hawaii sind ein Gebäude militärhistorischer Bedeutung.
Sie waren von Anfang 1942 bis Januar 1945 das Hauptquartier von Chester W. Nimitz, der wenige Tage nach dem Angriff auf Pearl Harbor neuer Oberbefehlshaber der  amerikanischen Pazifikflotte wurde. Während des Zweiten Weltkriegs waren Nimitz von 1942 bis zur Kapitulation Japans zudem alle alliierten See-, Land- und Luftstreitkräfte des den größten Teil des Pazifik umfassenden Kommandobereichs  Pacific Ocean Areas (POA) unterstellt. Im Januar 1945 verlegte Nimitz die CINCPAC Fleet Headquarters nach Guam, um näher am Kriegsgeschehen zu sein.
Seit dem 28. Mai 1987 sind die CINCPAC Fleet Headquarters ein National Historic Landmark und im National Register of Historic Places aufgeführt. Das Gebäude ist für Besucherverkehr geöffnet.